# Лигуэра, Мартин
Марти́н Рика́рдо Лигуэ́ра Ло́пес (исп. Martín Ricardo Ligüera López; род. 9 ноября 1980, Флорида) — уругвайский футболист, выступавший на позиции полузащитника. В настоящий момент — тренер.

## Биография
Мартин Лигуэра — воспитанник клуба «Насьональ». Он дебютировал в уругвайской Примере в 1997 году в возрасте 16 лет.
На протяжении своей карьеры провёл матчи как за уругвайские клубы, так и за клубы Испании, Мексики, Перу, Парагвая и Чили, в которых забил более 120 голов.
За национальную сборную Уругвая Мартин Лигуэра провёл 17 матчей, забив при этом 7 голов, в том числе оформив хет-трик в матче против команды Ирана, состоявшемся 21 сентября 2003 года и закончившегося со счётом 5:2.
В 2021 году Мартин Лигуэра был назначен на должность главного тренера «Насьоналя». 7 апреля его команда в ответном финале плей-офф обыграла 1:0 «Рентистас» и с общим счётом 4:0 одержала победу в чемпионате Уругвая 2020. Для клуба это 48-й чемпионский титул, а для Лигуэры — первый трофей в тренерской карьере.

## Достижения
Командные
- Чемпион Уругвая (4): 1998, 2005, 2008/09, 2016
- Чемпион Перу: 2006
- Обладатель Кубка Испании: 2002/03

Личные
- Лучший игрок чемпионата Уругвая (2): 2002, 2016[3]
- Лучший иностранный игрок чемпионата Парагвая: 2009

Тренерские
- Чемпион Уругвая: 2020